# チュニジアの音楽
チュニジアの音楽（チュニジアのおんがく、Music of Tunisia）では、アラビア語を話す人口が圧倒的に多い北アフリカの国家であるチュニジアにおける音楽について概説する。

## 解説
この国は、15世紀にスペイン人が移民した後にアンダルシアから輸入された一種の音楽であるマルーフで最もよく知られている。現代の形では、マルーフは4世紀以上前に演奏された音楽とは非常に似ていない可能性があるが、スペインとポルトガルにそのルーツがあり、マルーフのリビアのいとこを含む北アフリカ全体で同様の歴史を持つジャンル、アルジェリアのガルナティとモロッコのアラまたはアンダルシと密接に関連している。オスマン帝国時代、マルーフはトルコ音楽の影響を受けた。しかし、チュニジアのレパートリー、スタイル、楽器は依然として独特であり、 ʻūd tūnsīは象徴的なケースである。これは、アルジェリアやモロッコに関連する 'uds の近親者である。 
チュニジア出身の20世紀のミュージシャンには、ウード奏者のアヌアル・ブラヒム、作曲家でヴァイオリン奏者のヤッサー・ハジ・ユセフ、珍しい全員女性のオーケストラであるエル・アジフェット、有名なボーカリストのラウル・ジュルノ、歌手でウード奏者のダフェルが含まれる。ユセフ、歌手、ギタリスト、リュート奏者のナビル・ケミール、ロトフィ・ブシュナック、ケマイス・タルナン、サリハ、サレ・メディ、アリ・リアヒ、ヘディ・ジュイニ、フェティア・カイリ、シェイク・エル・アフリット、ウラヤ、ナーマ。
1982年、ポップ・ロックの作曲家で歌手のFR David (本名 Elli Robert Fitoussi) は、彼の歌「Words (don't come easy) 」で世界のチャートの頂点に達した。
人気のある歌手には、ナビハ・カラウリ、ソニア・ムバレク、セイバー・レバイ、ソフィア・セディク、アミナ・ファケット、ナワル・ガチェム、ラティファ、エメル・マスロウティ、故テクラが含まれる。
21世紀のオルタナティブ・ミュージック・グループには、ネシェズ、ゼメケン、アスピリン、ケルケナ、ミラス、ユミルガー、チェックポイント 303などがある。 (チュニジアのアンダーグラウンドミュージックを参照)
チュニジアの現代音楽祭には、タバルカ・ジャズ・フェスティバル、テストールのアラブ・アンダルシア音楽祭、ドゥーズのサハラ・フェスティバルなどが存在する。

## マルーフ
マルーフは、バイオリン、ドラム、シタール、フルートからなる小さなオーケストラによって演奏される。現代のマルーフは、リズムにベルベル音楽の要素をいくつか持っているが、イスラム教徒のアンダルシアが到達した文化的高みの後継者と見なされている。マルーフは「（チュニジアの）国民的アイデンティティの象徴」と呼ばれてきた。それにもかかわらず、マルーフは、大部分がエジプトのポピュラー音楽と商業的に競合することはできず、チュニジア政府と多くの個人の努力のおかげで生き残っている。マルーフは、録音は比較的まれであるが、特に結婚式や割礼の儀式で、今でも公の場で演奏されている。マルーフという用語は、おなじみまたは慣習的なものとして翻訳される。
ロドルフ・デルランジェ男爵は現代チュニジア音楽の重要人物である。彼はマルーフのルールと歴史を集め、全 6 巻にのぼり、現在も使用されている重要な音楽院であるラキディアを設立した。

### 構造
マルーフの歌詞は、アラビア語の古典詩の一形態であるカシダに基づいており、非常に伝統的な形式であるシュグル、ユニークな現代的なジャンルのザジャルなど、多くのユニークな形式が存在する。
ただし、マルーフの最も重要な構成要素は、アンダルシ・ヌバである。これは、1つのマカーム(四分音で構成されたアラブ・モード) の2部構成のスイートで、約1時間続く。ヌーバは、13世紀と14世紀にスペインのイスラム教徒の住民が移住したときに北アフリカに導入された音楽形式である。たくさんのパーツに分かれている。Isstifta7 Msaderはインストゥルメンタル曲で、次にAttouqとSilslaが詩に導入される。歌われる曲はBtaihiaで始まる。Thaiil raml Sikah tounssia Ispahan Isbaaïnと呼ばれる重くシンコペーションされたリズムで Nuba のメイン・モード で構成された一連の詩である。それからアル・バラウィル、アル・クフェイフ・アル・アクタムが来て、ヌーバを閉じる。リズムはコンポーネントからヌバの国歌へと急速にする。ヌーバの各コンポーネントには、今日知られている 13 のヌーバすべてで同じ特定のリズムが存在する。
伝説によると、かつては毎日、休日、その他のイベントのために明確なヌバが存在していたが、現存するのは13のみである。ヌーバの途中で、翌日のマカームで即興セクションが演奏され、観客が次のパフォーマンスに備えることができた。

### 歴史
マルーフの最も初期のルーツは、バグダッド出身のZiryabという宮廷音楽家にまでさかのぼることができる。彼は830年に都市から追放され、西に旅し、最終的にアフリカで最初のイスラム教徒の強大な都市であるケルアンに立ち寄った。この都市は北アフリカ (マヘブ) 文化の中心地であり、アグラブ朝の首都であった。ジリヤブはマグレブ川を渡り、この地域の多様な住民の間で文化革新が起こった時期にコルドバに入った。彼は再び宮廷音楽家になり、地元地域、マグレブ、そして彼の生まれ故郷である中東からの影響を利用して、独特のアンダルシア・スタイルを形成した。
13世紀初頭、現在のスペインとポルトガルでキリスト教徒による迫害を逃れてきたイスラム教徒は、チュニスを含む北アフリカ各地の都市に定住し、彼らの音楽をもたらした。チュニジアのマローフと、リビアの近縁種であるマローフは、後にオスマン音楽の影響を受けた。このプロセスは18世紀半ばにピークに達し、チュニジアのベイ、音楽家ムハンマド・アル・ラシッドが作品にトルコ式の器楽構成を使用し、ヌバの構造をしっかりと確立した。彼のシステムはかなり進化したが、現代のヌバットの楽器セクションのほとんどはアル・ラシッドに由来している。
オスマン帝国の崩壊後、チュニジアはフランスの保護領となり、衰退していたマルーフが復活した。チュニス近郊に住むフランスに帰化したバイエルン人のロドルフ・デルランジェ男爵は、アレッポのアリ・アル・ダルウィッシュと協力して、古代作品のコレクションを依頼した。 1932年に開催されたアラブ音楽国際会議で、ダルウィッシュとデルランゲルのチュニジア音楽に関する先駆的な研究が発表された。ロドルフ・デルランジェ男爵は、世界中のアラブ音楽に革命をもたらした会議のわずか数か月後に亡くなった。チュニジアでは、会議がきっかけとなり、マルーフを保護するために1934年に結成されたThe Rachidiaが誕生した。 Rachidiaはいくつかの変更を行い、冒涜的と見なされた歌詞を修正し、チュニスの旧市街に2つのパフォーマンス・スペースを建設した。インスティテュートはまた、少数の楽器 (ウード、 タール、ダーブカ、ラバーブ、ベンディールを含む) のみを使用したフォーク・アンサンブルによるマルーフの演奏から、西洋のクラシック音楽やエジプトのアンサンブルに触発された交響曲へとマルーフを移行するのにも役立った。
そのような最も影響力のあるオーケストラは、バイオリニストのムハンマド・トリキが率いるラシディヤ・オーケストラと呼ばれていた。ラシディヤ・オーケストラは、コントラバス、チェロ、ヴァイオリン、ネイ、ナーイ、カーヌーンに加えてウド・シャーキを使用し、アラブ音楽の理論と表記法の発展的な規則に従った。現存する13のヌバットは、この時期に作成され、現在も使用されている非常に多様な民俗形式から抽出された。西洋の楽譜が使用された。録音された音楽の普及に伴い、即興の使用は急速に減少した。これらの変更は、批評家がいないわけではないが、マルーフを普及させるのに役立ち、音楽にクラシック音楽としての評判を与えた。
1957年にチュニジアが独立した後、同国の初代大統領ハビブ・ブルギバは、その団結の可能性を認識してマルーフを推進した。ラシディヤ・オーケストラの当時のディレクターであったサラ・エル・マハディは、チュニジアの国歌を作曲し、最終的には文化省の音楽部門のリーダーにもなった。彼の音楽理論は、オーケストラとその後継である高等音楽院の主要な部分となった。

## メズウェド
ポップなチュニジア風タッチの純粋なチュニジア音楽。最も人気のあるメズウェッド歌手は、ヘディ・ハッブーバ、ハビブ・エル・カール、サミール・ルシフ、ヘディ・ドニア、ファウジ・ベン・ガムラ、ジナ・ガスリーニヤ、ファトマ・ブセハ、ヌール・チバが存在する。

## サルヒ
サルヒとして知られるもう1つの本格的なチュニジアのジャンルは、1931年のこれらのトラックで聞くことができる。その一部はIbrahim Ben Hadj Ahmedによって歌われ、その他はBen Sassiと呼ばれる別の歌手によって歌われる。そのスタイルはベルベル音楽に関連している可能性があり、（チュニジアの）国民的アイデンティティの一面と同じくらい古く、本物である。

## チュニジア音楽の新しいジャンル
チュニジアの新しいジャンルの音楽には、チュニジアのポップ・ミュージック、オペラ、エレクトロニック・ミュージック、トリップ・ホップ、ヒップホップ、ラップ、ヘヴィ・メタルなどが存在する。
最も有名なポップシンガーは、マネル・アマラ、サブリ・モスバ、ルカ、アスマ・オスマニ、イメン・メルジ、ガダ・マートゥクである。
最も有名なラップとヒップホップの歌手は、バルティ、ジェンジュン、サマラ、チッギー、エディ ラルティスト、ラフ、アムリアーノ、バッドボーイ 7ロウ、ジョイマ、ララブ、アルスレン、フェール、ALA、アクラム マグ、カフォン、 GGA 、クレイ BBJ、そして、K2リズム、マスター・シーナ、モハメド・アミン・ハムザウイ、サイコM 、ベンディール・マン、シー・レムハフ、アートマスタである。
最も有名なエレクトロニックおよびトリップ・ホップ・シンガーは、Emel MathlouthiとGhalia Benaliである。
最も有名なオペラ歌手はハッセン・ドス。
Myrath 、Persona、Cartagena、Nawatherなど、オリエンタル・メタルを演奏するメタル・バンドは多数存在する。